# Флуопирам
Флуопирам представляет собой химическое соединение из группы пиридинилэтилбензамидов. Это фунгицид из класса ингибиторов сукцинатдегидрогеназы. Флуопирам используется для протравливания семян и защиты из от грибковых заболеваний, в частности, от серой гнили (Botrytis), настоящей мучнистой росы, парши яблони, Alternaria, Sclerotinia или Monilinia.

## Утверждение
Заявка на включение в список одобренных ЕС средств защиты растений поступила в 2008 от Bayer CropScience. Летом 2009 года комиссия ЕС признала принципиальную полноту документов, что позволяет государствам-членам предоставить временные разрешение. В ЕС использование флуоропирама в качестве активного вещества в продуктах защиты растений с вступлением в силу с 1 февраля 2014 года был утвержден в 2013 году.
Средства защиты растений, содержащие это вещество в качестве активного компонента разрешено в ряде стран ЕС, в частности в Германии и Австрии, а также Швейцарии.